# Pou de Madern
El Pou de Madern és un pou artesià del segle XI que es troba a poc més d'un quilòmetre del petit poble de Vicfred, que pertany al municipi de Sant Guim de la Plana, al sector nord-est de la comarca lleidatana de la Segarra. La particularitat més destacable és que en períodes de fortes precipitacions l'aigua brolla descontroladament fins que l'estructura s'inunda i es forma un estany.

## Descripció
Es tracta d'un pou artesià intermitent, és a dir, no necessita de cap auxili mecànic per fer brollar l'aigua, ja que emergeix a la superfície degut a la pressió hidràulica causada per singularitats en l'orografia de l'indret. Aquest vessament de l'aigua dels aqüífers no és únic en la zona, sinó que també es produeix al conegut com Pou del Xuruviu, ubicat a pocs metres del Pou de Madern. El pou està excavat en roca calcària, amb unes escales que hi permeten el descens i un sostre de pedra.

## Història
La primera referència escrita d'aquest pou data de l'any 1058, quan delimitava el comtats catalans d'Urgell i de Berga. Segles més tard, concretament a principis del segle XIV, va sorgir un conflicte entre Sant Guim de la Plana i el Llor per l'aprofitament de les seves aigües, que va ser resolt l'any 1332 amb la repartició dels recursos hídrics entre les dues poblacions fins al segle XIX, que van ser aprofitats pels veïns de Vicfred fins als anys 80.